# Straight up
Pour les articles homonymes, voir Straight Up.
Straight up, parfois simplement straight ou up, est un terme qui fait généralement référence à une boisson alcoolisée qui est agitée ou remuée avec de la glace, puis filtrée et servie dans un verre à pied sans glace,. Straight fait généralement référence à une liqueur unique, non mélangée, servie sans eau, glace ou autre mixeur. En ce sens, straight peut parfois être utilisé comme synonyme de straight up ou neat.
En outre, straight est également un terme d'art pour un type particulier de whisky produit aux États-Unis. La loi fédérale américaine définit le terme straight whiskey comme un whisky qui a satisfait à des exigences particulières concernant ses ingrédients, son processus de production et son vieillissement. Par exemple, l'étiquette d'une bouteille de top-shelf bourbon identifie généralement le produit comme Kentucky straight bourbon whisky (puisque environ 95 % de tous les bourbons sont produits au Kentucky).
Si la signification de up et neat est ordinairement claire, une certaine clarification peut être nécessaire pour straight et straight up, afin de déterminer si le spiritueux est destiné à être refroidi et filtré ou servi non dilué à température ambiante.